# Nicolas Appert
Pour les articles homonymes, voir Appert.
Nicolas Appert (appelé par erreur François, Nicolas-François, Charles ou Charles-Nicolas), né le 17 novembre 1749 à Châlons-sur-Marne et mort le 1er juin 1841 à Massy, est un inventeur français.
Il est le premier à mettre au point une méthode de conservation des aliments en les soumettant à la chaleur dans des contenants hermétiques et stériles (bouteilles en verre puis boîtes métalliques en fer-blanc). Il crée en France la première usine de conserves au monde.

## Biographie
Neuvième enfant d’un couple d’aubergistes de Châlons-sur-Marne (aujourd'hui Châlons-en-Champagne), Nicolas Appert se familiarise dès sa jeunesse avec les métiers de cuisinier et de confiseur, et avec les modes de conservation des denrées alimentaires.
En 1772, il entre au service de bouche du duc palatin Christian IV de Deux-Ponts-Birkenfeld au château de Deux-Ponts en Allemagne, puis, à la mort de ce dernier en 1775, il reste comme officier de bouche au service de la comtesse de Forbach Marianne Camasse, veuve de Christian IV, dans son château de Forbach (département de la Moselle) jusqu'en 1784, date à laquelle il quitte Forbach et s’installe à Paris. Il y ouvre, au 47 rue des Lombards, une boutique de confiseur à l'enseigne de la Renommée.
Il épouse en 1785 Élisabeth Benoist ; ils auront cinq enfants, un garçon et quatre filles.                               
Dans cette boutique de détaillant, après quelques années, Appert devient grossiste, emploie six employés, et a des correspondants à Rouen et à Marseille. Après s’être engagé dans l’action révolutionnaire dès 1789, et jusqu’en 1794, il devient président de la Section des Lombards et passe alors trois mois en prison. Il ne sera jamais jugé, sans doute grâce à l'intervention de deux amis, Louis-Joseph Charlier et Pierre-Louis Prieur de la Marne, qui avaient soudoyé un greffier. Libéré après Thermidor, il oriente ses travaux sur les solutions à apporter aux faiblesses des moyens de conservation de l’époque. En effet, en cette fin du XVIIIe siècle, les procédés de conservation des aliments (par le froid, par fumage, par des agents conservateurs tels que le sel, l'alcool, le vinaigre, la graisse, le sucre…) ont une efficacité partielle (quantité limitée d'agents de conservation qui ne stoppent pas complètement la prolifération bactérienne et ne gardent pas les substances dans leur intégralité) et sont onéreux : l'Ancien régime l'a compris en instituant un instrument politique et fiscal très lucratif, la gabelle du sel.
Prenant en compte plusieurs critères (modification du goût, coût important et piètres qualités nutritives des produits salés, séchés, fumés et confits), il met au point le procédé qui rend possible la mise en conserve (appelée appertisation) des aliments en 1795, soit soixante ans avant Louis Pasteur et la pasteurisation.
Installé à Ivry-sur-Seine, Nicolas Appert améliore sa découverte. La Verrerie de la Gare, créée en 1792 par Jean André Saget, lui fournit des bouteilles à large col pour ses essais de conserves dans des navires (tests sur leur bonne tenue en mer et leur efficacité sur les équipages souvent décimés par le scorbut). En 1802, il crée à Massy la première fabrique de conserves au monde, où il emploie une dizaine, puis une cinquantaine d’ouvrières. En 1806 il présente pour la première fois ses conserves lors de l'exposition des produits de l'industrie française mais le jury ne cite pas la découverte. Les tests sur les navires de la marine française sont concluants : les rapports des préfets maritimes sont favorables et la presse publie divers articles élogieux, si bien qu'il décide d'en informer le gouvernement et de solliciter un prix. Le 15 mai 1809, il adresse au ministre de l'Intérieur, Montalivet, un courrier l'informant de sa découverte. 
Dans sa réponse du 11 août, le ministre lui aurait laissé le choix entre prendre un brevet ou bien recevoir un prix du gouvernement en contrepartie du fait qu'il publie sa méthode de conservation dont il lui adressera 200 exemplaires. Nicolas Appert aurait opté pour la seconde solution, préférant "faire profiter l'humanité de sa découverte plutôt que de s'enrichir" (ce qui permettra à un anglais de prendre brevet et de s'enrichir à sa place). Une commission est alors nommée. Le 30 janvier 1810, le ministre notifie à Nicolas Appert l'avis favorable de la commissionet lui accorde un prix de 12 000 francs. En juin, Nicolas Appert publie à 6 000 exemplaires L'Art de conserver pendant plusieurs années toutes les substances animales et végétales. Dès juillet, toutes les préfectures reçoivent les exemplaires diffusent l'information. Trois éditions suivront en 1811, 1813 et 1831.
Dès ce moment, sa méthode de conservation très appréciée chez les soldats et les marins, se voit copiée par les conserveurs anglais. Il voyage en 1814 en Angleterre où il constate qu'ils utilisent la technique Appert, reprise dans un brevet déposé par Peter Durand et Bryan Donkin, en conservant les aliments dans des boîtes en fer-blanc plus légères, qui ne cassent pas et supportent mieux la chaleur du bain-marie (leur seul inconvénient étant une ouverture difficile). Les Britanniques ne lui versent aucune compensation financière, et se contentent de l’honorer du titre symbolique de « bienfaiteur de l’humanité ».
Le déclin de la marine impériale de Napoléon après la défaite de Trafalgar, et le blocus continental, réduisent drastiquement la demande de conserves pour les voyages au long cours et pour les guerres. La concurrence des Britanniques, favorisés par un accès à un fer-blanc de meilleure qualité et moins coûteux, finit par ruiner Appert. En 1814, lors de la première invasion par la Sixième Coalition, sa fabrique de conserves de Massy est saccagée et un an plus tard, elle est transformée en hôpital par les Anglais. Ayant besoin de recréer une usine, en 1817 il obtient du Ministère de l'intérieur gratuitement un local dans l'hospice des Quinze-Vingts où il reprend ses recherches et ses fabrications de conserves en fer-blanc mais l'absence de gisement d'étain en France rend cet acier très cher. Grâce à l'aide de Claude Berthollet, il poursuit d'autres recherches sur la dépuration de la gélatine pour la clarification des vins, sur les tablettes de jus de viande et de bouillons de légumes. Ainsi, en 1823, il dépose un brevet pour un procédé propre à fondre le suif.
Devant faire face à ses dépenses, il cède son affaire en 1840 à son neveu Auguste Prieur, qui poursuivra l'exploitation sous l'enseigne « Prieur-Appert ». Ce dernier révisera, sous le nom de Prieur-Appert, et conjointement avec Gannal, la cinquième édition en 1842 de L'Art de conserver. Prieur-Appert cède à son tour, en 1845, l'affaire à Maurice Chevallier et un procès opposera les deux hommes sur le droit d'utiliser le nom d'Appert.
Âgé de quatre-vingt-onze ans, veuf, sans argent pour s’offrir une sépulture, Appert meurt le 1er juin 1841 à Massy, où son corps est déposé dans la fosse commune.

## Contribution: l’appertisation
L’appertisation peut être définie comme un procédé de conservation qui consiste à stériliser par la chaleur des denrées périssables dans des contenants hermétiques (boîtes métalliques, bocaux en verre…) 

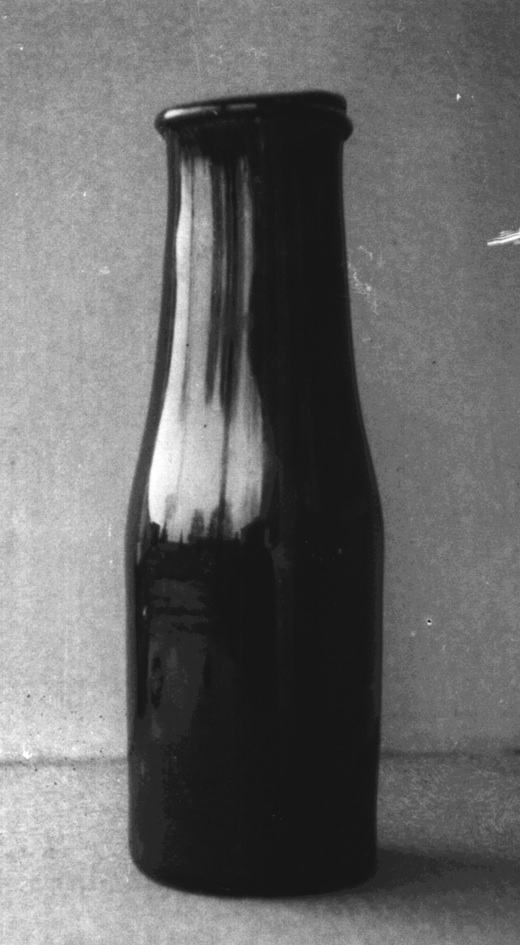
Bouteille à conserve Appert

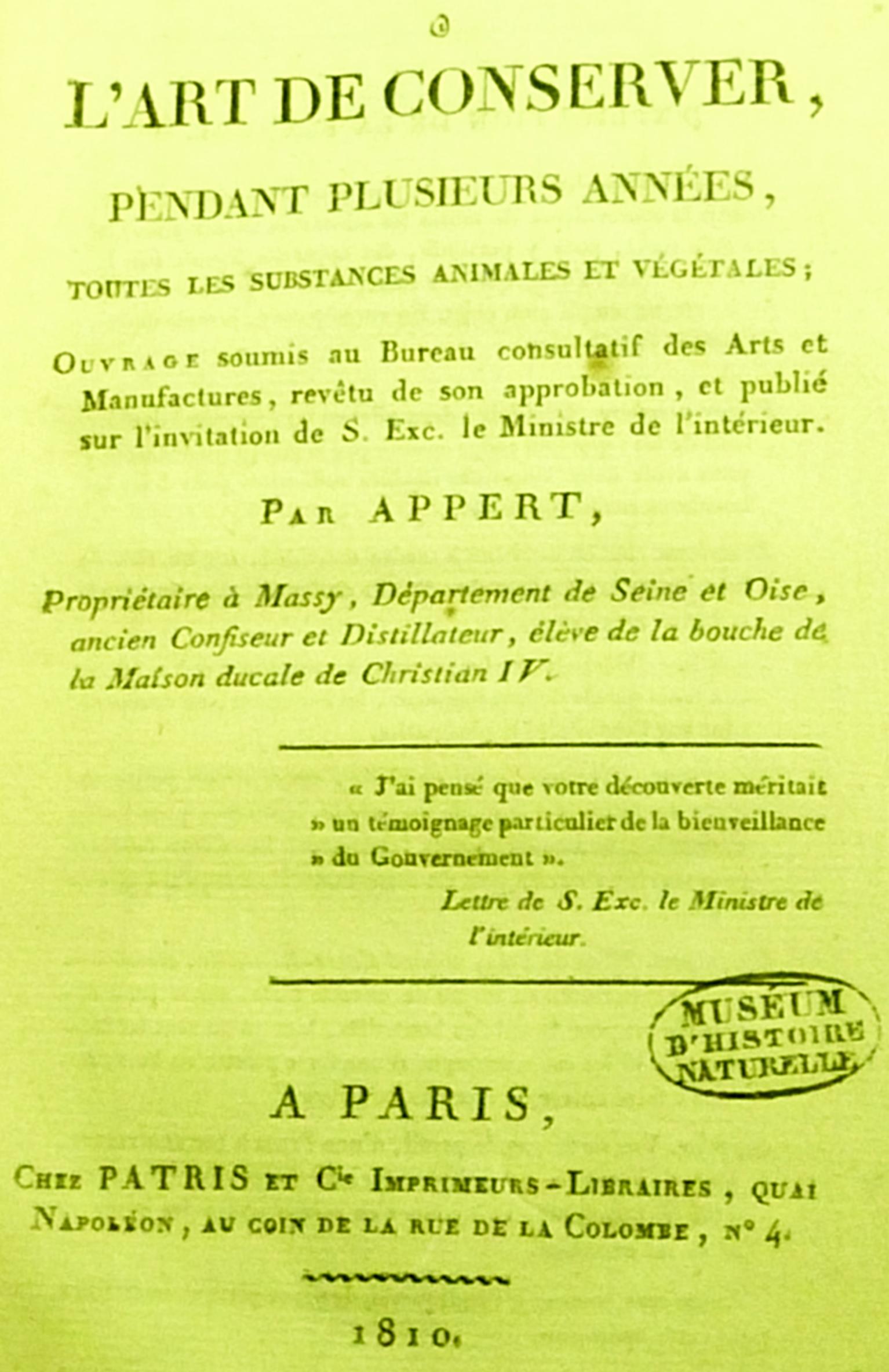
Première page du livre de Nicolas Appert : L'art de conserver, pendant plusieurs années, toutes les substances animales et végétales (1810).

L’appertisation (ou stérilisation) consiste à faire subir à un aliment un traitement thermique suffisamment intense pour assurer sa stabilité à long terme, à la température ambiante du lieu de son stockage. Ce traitement thermique détruit ou inactive tous les micro-organismes et enzymes susceptibles d’altérer le produit, ou de le rendre impropre à la consommation. Il s’effectue à une température égale ou supérieure à 100 °C, pendant une durée variable selon la nature et la quantité de produit à traiter. En réalité, lors de la stérilisation d’aliments dans les conditions de température et de durée appliquées, la destruction des germes ne peut être totale si on veut conserver le plus possible les qualités organoleptiques de ces aliments. Des micro-organismes vivants ou revivifiables peuvent subsister. Pour cette raison, le traitement thermique de « stérilisation » vise, en pratique, à obtenir un produit qui doit rester stable au cours d’une longue conservation (de 5 à 6 mois, voire plus), c’est-à-dire exempt de germes susceptibles de s’y développer et d’y provoquer des altérations. Parmi ces germes, seuls les non-pathogènes subsistent éventuellement, les plus thermorésistants d’entre eux étant détruits par des combinaisons temps/température très inférieures.
La technique de l’appertisation implique l’utilisation de récipients étanches qui empêchent la recontamination du produit alimentaire après le traitement thermique, et assurent la formation d’un vide partiel qui réduit la présence d’oxygène à l’intérieur du contenant, appelé dans le langage courant « conserve ».
Le procédé de Nicolas Appert consistait à remplir à ras bord des bouteilles de verre, à les fermer hermétiquement avec des bouchons de liège étanches puis à les faire chauffer au bain-marie. Ces bouteilles étaient identiques à celles qui étaient destinées au champagne mais avaient le goulot élargi. Parce que leur verre était plus épais, elles résistaient beaucoup mieux à la pression intérieure induite par l’augmentation de chaleur provoquée par le bain-marie.
Les bouteilles utilisées par Appert étaient produites à la Verrerie de la Gare à Ivry-sur-Seine, fondée en 1792 par Jean André Saget de Maker, qui l'aida dans ses travaux. Après la destruction de son usine de Massy par les troupes prussiennes en 1815 et un voyage en Angleterre, il installe un nouvel atelier à Paris où il substitue aux récipients en verre utilisés d'abord, des boîtes métalliques percées d'un trou sur le couvercle dans lesquelles les aliments sont enfermés. Les boites étaient portées au bain-marie à 100 °C puis les trous fermés par un point de soudure.
Avant l’arrivée de Pasteur, la société scientifique n’avait d’ailleurs pu déterminer ce qui (du chauffage ou du maintien en vase hermétiquement clos) était responsable de la conservation. Cette méthode de conservation, en plus du fait qu’elle respectait le goût des aliments, protégeait en bonne partie leur apport nutritionnel, dont celui de la vitamine C, évitant ainsi le scorbut, qui faisait de nombreuses victimes parmi les marins au long cours.
C’est à Appert que l’on doit le bouillon en tablettes, les procédés de clarification des boissons fermentées, le lait concentré, et le premier « lait pasteurisé » (deux semaines de conservation en plein été). Il expliquera ces découvertes dans la nouvelle édition revue et augmentée de son ouvrage Le Livre de tous les ménages, publiée en 1831 soit 30 ans avant les expériences et travaux de Pasteur.

## Œuvres
- Le Livre de tous les ménages, ou l’art de conserver pendant plusieurs années toutes les substances animales et végétales, Paris, Charles-Frobert Patris, 1810, in-8°, XXII−116 p. ; 2e  éd., 1811 ; 3e  éd., 1813 ; 4e  éd., Paris, 1831, in-8° ; 5e édition, revue par Prieur-Appert et Gannal, Paris, Le conservateur, 1842, in-8° (Collection A. Carême).
- Notice sur la dépuration de la gélatine sur Google Livres, Paris, Vérat, 1826.

## Hommages et postérité

### Portraits d'Appert
- Seuls deux portraits d'époque de Nicolas Appert sont connus ; ils sont tous deux au musée des beaux-arts et d'archéologie de Châlons-en-Champagne :
  - dans Les Classiques de la table de 1840, gravure portrait de face par Auguste II Blanchard.
  - dans Les Artisans illustres d'Édouard Foucaud de 1841, portrait d'Appert, gravure sur bois anonyme, dit portrait au turban (celui de cette page) avec un monogramme E F le E étant la barre supérieure du F, ou T F.

### Honneurs contemporains
- Le bronzier d'art André-Antoine Ravrio (1759-1814) composait des poésies et des chansons rimées, dans le second volume de son recueil intitulé Mes Délassemens, Paris, Ballard, 1812, il publia (p. 102–103) une chanson : Sur l'art de Mr. Appert, conservateur de nos fruits, de nos légumes, etc.

### Honneurs posthumes

#### Monde
- Le prix Nicolas Appert (en), remis chaque année depuis 1942 par la section de Chicago de l'Institute of Food Technologists, pour des « contributions de toute une vie à la technologie alimentaire[25] ».
- Association internationale Nicolas Appert[21].
- En 1999, bustes par Richard Bruyère érigés à Chicago (États-Unis), Massy, Malataverne et au musée des beaux-arts et d'archéologie de Châlons-en-Champagne.
- Une salle du musée des beaux-arts et d'archéologie de Châlons-en-Champagne lui est consacrée (collection Jean Paul Barbier et Association internationale Nicolas Appert ;  détail des objets présentés sur le site de l'association).
- Timbre Nicolas Appert émis en juillet 2010 par la Principauté de Monaco ;
- Il existe 72 rues Nicolas-Appert en France (dont une à Paris) et une à Montréal au Canada.

#### France
- Un timbre-poste français est émis le 7 mars 1955 en son honneur, dans la série « inventeurs célèbres »[26].
- Rappelons le roman de Rosemonde Pujol Nicolas Appert, l’inventeur de la conserve (1985).
- Plaque sur sa maison natale apposée en 1986[27].
- Lycée des métiers Nicolas Appert — Orvault (département de la Loire-Atlantique) ; il est ouvert en 1989[28].
- En 1991, une statue monumentale en bronze de Jean-Robert Ipoustéguy lui a été érigée à Châlons-en-Champagne[29].
- La promotion 1996 de l'École nationale du patrimoine a choisi Nicolas Appert comme nom.
- 2010, année Nicolas Appert « Célébration nationale » :
  - statue en pierre sculptée Nicolas Appert érigée à Malataverne, œuvre de Roger Marion ;
  - exposition Mise en boîte, musée des beaux-arts et d'archéologie de Châlons-en-Champagne.